# Prix du patrimoine
Der Prix du patrimoine („Preis für das beste Erbe“) ist eine Auszeichnung, die seit 2004 jährlich im Rahmen des Festival International de la Bande Dessinée d’Angoulême vergeben wird. Mit ihr werden Neuauflagen von Werken geehrt, die bereits vor längerer Zeit erstveröffentlicht wurden und inzwischen als „Klassiker“ gelten.

## Preisträger
| Jahr | Preisträger                                                                         | Nominierungen |
| ---- | ----------------------------------------------------------------------------------- | --- |
| 2004 | Arthur Burdett Frost für L’Anthologie Verlag: Éditions de l’An 2                    | Massimo Mattioli für M Le Magicien Osamu Tezuka für Ayako Raymond Macherot für Clifton Alex Barbier für Lycaons Yoshihiro Tatsumi für Daihakken Chantal Montellier für Social Fiction                                                                                      |
| 2005 | Nikita Mandryka für Le Concombre masqué Verlag: Dargaud                             | Maurice Tillieux für Félix Keiji Nakazawa für Barfuß durch Hiroshima Alberto Breccia für Los mitos de Cthulhu Eduardo Teixeira Coelho und Jean Ollivier für Ragnar Stan Lee, John Romita, Sr. und Sal Buscema für Spider-Man                                               |
| 2006 | Jaime Hernandez für Love and Rockets, Band 1 Verlag: Éditions du Seuil              | Jean-Claude Forest für Comment décoder l’etircopyh Kazuo Umezu für Hyōryū Kyōshitsu Cliff Sterrett für Polly and Her Pals Elzie Segar für Popeye Osamu Tezuka für Norman, Band 1 Charles M. Schulz für Die Peanuts                                                         |
| 2007 | Touïs und Gérald Frydman für Sergent Laterreur Verlag: L’Association                | Osamu Tezuka für Hato Winsor McCay für Little Nemo Tatsuhiko Yamagami für Hikaru Kaze Takao Saitō für Golgo 13 Gébé für Service des cas fous |
| 2008 | Tove Jansson für Mumins Verlag: Le Petit Lézard                                     | Hiroshi Hirata für L’âme du Kyudo Francis Masse für L’art attentat Jules Feiffer für Je ne suis pas n’importe qui Robert Crumb für Mes problèmes avec les femmes Dino Buzzati für Poema a fumetti André Franquin für Spirou und Fantasio Shinichi Abe für Un gentil garçon |
| 2009 | Shigeru Mizuki für Sōin Gyokusai Seyo! Verlag: Cornélius                            | Paul Gillon und Jean-Claude Forest für Die Schiffbrüchigen der Zeit Gilbert Hernandez für Poison River Marti für Taxista Peyo für Johann und Pfiffikus, Band 2 Art Spiegelman für Breakdowns Yoshihiro Tatsumi für Jigoku Mitsuteru Yokoyama für Suikōden                  |
| 2010 | Carlos Giménez für Paracuellos Verlag: Fluide Glacial                               | Osamu Tezuka für Sarutobi Oesterheld und López für L’Eternaute Cabu für Le Grand Duduche Charlie Schlingo für Josette de rechange Maurice Tillieux für Gil Jourdan, Band 1 Shōtarō Ishinomori für Cyborg 009, Band 3 Harvey Pekar für American Splendor                    |
| 2011 | Attilio Micheluzzi für Bab el Mandeb Verlag: Mosquito                               | |
| 2012 | Carl Barks für La Dynastie Donald Duck Verlag: Glénat                               | |
| 2013 | George Herriman für Krazy Kat Verlag: Les Rêveurs                                   | |
| 2014 | Kamagurka für Cowboy Henk Verlag: Frémok                                            | |
| 2015 | Zhang Leping für San Mao, le petit vagabond Verlag: Fei                             | |
| 2016 | e.o.plauen für Vater und Sohn Verlag: Warum                                         | |
| 2017 | Kazuo Kamimura für Le Club des divorcés Verlag: Kana                                | |
| 2018 | Kazuo Umezu für Je suis Shingo Verlag: Le Lézard noir                               | |
| 2019 | Gustave Doré für Les Travaux d'Hercule Verlag: Éditions 2024                        | |
| 2020 | Nicole Claveloux und Édith Zha für La Main Verte et autres récits Verlag: Cornélius | |
| 2021 | Lynd Ward für L'Éclaireur Verlag: Monsieur Toussaint Louverture                     | |